# Citroën Acadiane
Die Acadiane (interne Bezeichnung AYCD) war ein Lieferwagen des französischen Automobilherstellers Citroën, der auf der Dyane basierte. 
Das Fahrzeug löste 1978 die „Kasten-Ente“ auf Basis des 2CV ab.
Der Name ergibt sich aus der Aussprache von „AK Dyane“ (AK war Modellbezeichnung des 2CV Lieferwagens) und hat nichts mit Acadiana zu tun, der ehemals französischen Heimat der Cajuns im Süden des US-Bundesstaats Louisiana.
Die Acadiane wurde drei Jahre länger gebaut als die Dyane, die es nie vermochte, den 2CV abzulösen. Die Acadiane wurde ausschließlich angeboten für Länder mit Rechtsverkehr, während die Dyane selbst genau wie der 2CV auch für Länder mit Linksverkehr angeboten wurde.

## Technik
Die Acadiane hatte von Beginn an den größeren Motor mit 602 cm³ Hubraum und 31 PS (23 kW) bei 5750/min und einem maximalen Drehmoment von 41,2 Nm bei 3500/min. Die Radaufhängung glich jener des 2CV: Alle Räder waren an parallelen Schwingen mit liegenden Schraubenfedern aufgehängt. An der Vorderachse verfügte das Fahrzeug über Scheibenbremsen. Dank der (im Vergleich zum 2CV AK/AKS) etwas windschlüpfigeren Form stieg die Höchstgeschwindigkeit auf 103 km/h und lag um etwa 15 km/h niedriger als bei der Dyane mit gleicher Motorisierung.

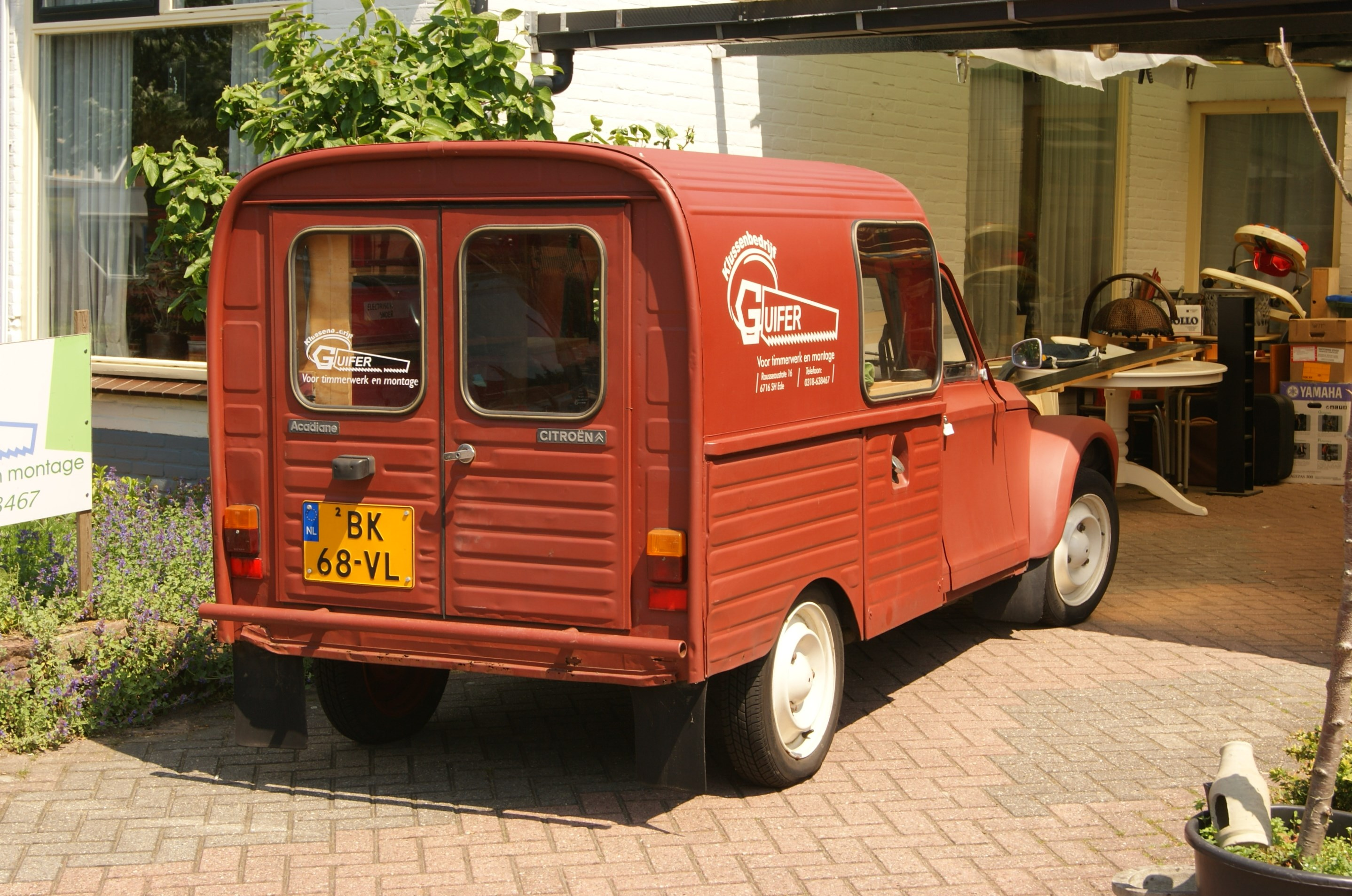
Heckansicht

Der Verbrauch betrug nach ECE-Norm bei 90 km/h 5,7 Liter, im Stadtverkehr 7,2 Liter und bei 100 km/h 8,0 Liter Superbenzin.
Das Fahrzeug unterschied sich von der Limousine durch einen 135 mm längeren Radstand, ein höheres, feststehendes Dach über den Vordersitzen und den kastenartigen Laderaum ab der B-Säule. Dieser Aufbau ließ sich durch eine geteilte 1 m breite Flügeltür am Heck beladen. Der Kastenaufbau war größer als der des AK 400, er konnte in Längsrichtung eine Europalette aufnehmen und fasste insgesamt 2,27 m³. Die zulässige Zuladung betrug 435 kg. Serienmäßig waren Seitenfenster, viereckige Mehrkammerrückleuchten statt der runden des AK und Gummihörner, die gemeinsam mit einem quer verlaufenden Rohr als hinterer Stoßfänger dienten. In den Seiten des Kastenaufbaus, unten vor den Radkästen, befanden sich der Kraftstofftank (Beifahrerseite) sowie ein von außen zugängliches, nicht abschließbares Fach (Fahrerseite).
Anders als die Dyane war der Lieferwagen mit Kurbelfenstern ausgestattet. Die Acadiane hatte Armlehnen und Stautaschen auf den Türverkleidungen, das Zweispeichenlenkrad des 2CV Spécial und zwei Außenspiegel. Das weitere Zubehör bestand aus einer kleinen Werkzeugtasche, einer Anlass- und Wagenheberkurbel, die auch als Radmutternschlüssel verwendet werden konnte, und einem hölzernen Unterlegkeil.
In Frankreich waren die Fahrzeuge häufig bei der Post und kleinen Gewerbebetrieben anzutreffen, in Deutschland dagegen auch als minimalistisches Wohnmobil („Reiseente“) verbreitet. Es existieren verschiedene Auf- und Ausbauformen wie ein in Belgien gefertigter Viersitzer oder veränderte Varianten aus jugoslawischer Produktion.
Im Februar 1981 betrug der Preis des Wagens in Deutschland 9100 DM.

## Produktionszahlen
Von Sommer 1978 bis Ende 1987 wurden 253.393 Einheiten der Citroën Acadiane gebaut, Produktionsstandort war das spanische Citroën-Werk in Vigo. In Spanien wurde das Fahrzeug unter der Bezeichnung Dyane 400 vermarktet. Dieses Modell hat 2 weitere Sitzplätze im Laderaum mit einer quer eingebauten klapp- und zusammenfaltbaren Rücksitzbank, die in den Seitenwänden mittels zweier Riegel verankert und einfach zu entriegeln und herausgenommen werden kann. Im Boden eingelassen ist eine schräge Fußbank, die mit einer Blechplatte abgedeckt werden kann, um eine durchgehend ebene Ladefläche zu ermöglichen. Für den Zugang zur hinteren Sitzbank ist ein ebenfalls vorkippbarer Beifahrersitz verbaut.
In Abweichung von den anderen Acadiane-Modellen besitzt die DYANE 400 (oft auch als „Mixta“ bezeichnet) seitliche größere Schiebefenster in der hinteren Seitenwand.

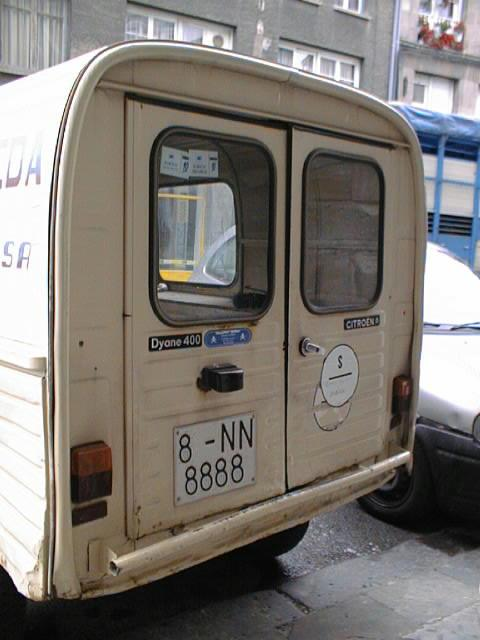
Spanisches Modell: Dyane 400

| Jahr | Produktion |
| ---- | ---------- |
| 1977 | 141        |
| 1978 | 37.787     |
| 1979 | 49.679     |
| 1980 | 45.438     |
| 1981 | 30.881     |
| 1982 | 36.054     |
| 1983 | 20.377     |
| 1984 | 12.756     |
| 1985 | 8.429      |
| 1986 | 7.915      |
| 1987 | 3.936      |

## Nachfolgemodell
Im Oktober 1984 wurde der C15, ein Kastenwagen auf Basis des Citroën Visa, auf den Markt gebracht, der allerdings deutlich teurer war.